# Amplitude
Amplitude é uma medida escalar negativa ou nula ou positiva da magnitude de oscilação temporal de uma onda, caso esta apresente alternâncias em torno do eixo [horizontal, usualmente] do tempo.
A distância Y é a amplitude da onda, também conhecida como "pico de amplitude" para diferenciar de outro conceito de amplitude, usado especialmente em engenharia elétrica: root mean square amplitude (ou amplitude rms), definida como a raiz quadrada da média temporal da distância vertical entre o gráfico e o eixo horizontal.
O uso de "pico de amplitude" não é ambíguo para ondas simétricas e periódicas como senóides, onda quadrada e onda triangular. Para ondas sem simetria, como por exemplo pulsos periódicos em uma direção, o termo "pico de amplitude" torna-se ambíguo pois o valor obtido é diferente dependendo se o máximo valor positivo é medido em relação à média, se o máximo valor negativo é medido em relação à média ou se o máximo sinal positivo é medido em relação ao máximo sinal negativo e dividido por dois. Para ondas complexas, especialmente sinais sem repetição tais como ruído, a amplitude rms é usada frequentemente porque não tem essa ambiguidade e também porque tem um sentido físico. Por exemplo, a potência transmitida por uma onda acústica ou eletromagnética ou por um sinal elétrico é proporcional à raiz quadrada da amplitude rms (e em geral, não tem essa relação com a raiz do pico de amplitude)

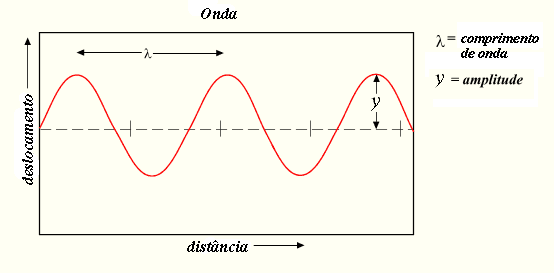
Representação gráfica de uma onda

Amplitude de um movimento pendular

A seguinte equação é, usualmente, adotada para apresentar o conceito de amplitude:
{\displaystyle y=A\cdot \operatorname {sen}(t-k)+b}
- y é a função de onda, que, por sinal, representa sua amplitude instantânea, num dado instante "t".
- A é a amplitude da onda.
- sen () é, nesse caso ilustrativo, o argumento representativo de uma função senoidal.
- t é o instante de tempo, variável independente.
- k é a medida de translação temporal.
- b é a medida de translação de onda.

Infinitas são as possibilidades de formulação matemática. Deve-se ter em conta que a apresentação oferecida visa apenas permitir a conexão entre a ideia de amplitude e sua correspondente formulação por meio duma sentença matemática.
A unidade utilizada para a medida depende do tipo da onda. Por exemplo, a amplitude de ondas de som e sinais de áudio costumam ser expressas em decibéis (dB). A amplitude depende do instante em que a onda é observada, já que sua propagação em meios materiais é acompanhada de amortecimento, devido à transferência de energia para o meio. 
A amplitude de uma onda pode ser constante ou variar com o tempo. Variações de amplitude são a base para modulações AM.